# Georges Lautner
Georges Lautner (26. ledna 1926 Nice – 22. listopadu 2013 Paříž) byl francouzský režisér a scenárista. Byl synem herečky Renée Saint-Cyr. Jako režisér se proslavil filmy Policajt nebo rošťák, Profesionál, Kašpárek a Veselé velikonoce, všechny s Jeanem-Paulem Belmondem v hlavní roli. Často točil také s Lino Venturou (Můj strýček gangster, Tajný policista, My se nehněváme). Hrál také v několika filmech vedlejší role.

## Život
Roku 1933 odjel do Paříže se svou matkou, která zde zahájila svou hereckou kariéru. Ve čtrnácti letech nastoupil na lyceum Jeanson de Sailly. Roku 1949 pracoval poprvé jako druhý asistent režie při natáčení filmu Le trésor de Cantenac. Asistentem režie zůstal až do roku 1958, kdy natočil svůj první film.

## Filmografie

### Režie
| - 1958 – La Môme aux boutons - 1960 – Marche ou crève - 1960 – Arrêtez les tambours - 1961 – Le Monocle noir - 1962 – Le Septième juré - 1962 – En plein cirage - 1962 – L'Œil du Monocle - 1963 – Les Tontons flingueurs - 1964 – Des pissenlits par la racine - 1964 – Le Monocle rit jaune - 1964 – Les Barbouzes - 1965 – Les Bons Vivants, spolutvůrce Gilles Grangier - 1966 – Galia - 1966 – Ne nous fâchons pas - 1967 – La Grande sauterelle - 1968 – Fleur d'oseille - 1968 – Le Pacha - 1971 – Il était une fois un flic - 1971 – Sur la route de Salina (Road to Salina) - 1971 – Laisse aller, c'est une valse - 1973 – Quelques messieurs trop tranquilles - 1973 – La Valise - 1974 – Les Seins de glace | - 1975 – Pas de problème ! - 1976 – On aura tout vu - 1977 – Mort d'un pourri - 1978 – Ils sont fous ces sorciers - 1979 – Policajt nebo rošťák - 1980 – Le Guignolo - 1981 – Est-ce bien raisonnable ? - 1981 – Profesionál - 1983 – Attention ! Une femme peut en cacher une autre - 1984 – Joyeuses Pâques - 1984 – Le Cowboy - 1985 – La Cage aux folles 3 - 'Elles' se marient - 1987 – La Vie dissolue de Gérard Floque - 1988 – La Maison assassinée - 1989 – L'Invité surprise - 1990 – Présumé dangereux - 1991 – Triplex - 1992 – Room service - 1992 – Prêcheur en eau trouble (TV) - 1992 – L'Inconnu dans la maison - 1994 – L'Homme de mes rêves (TV) - 1996 – Le Comédien (TV) - 2000 – Scénarios sur la drogue |

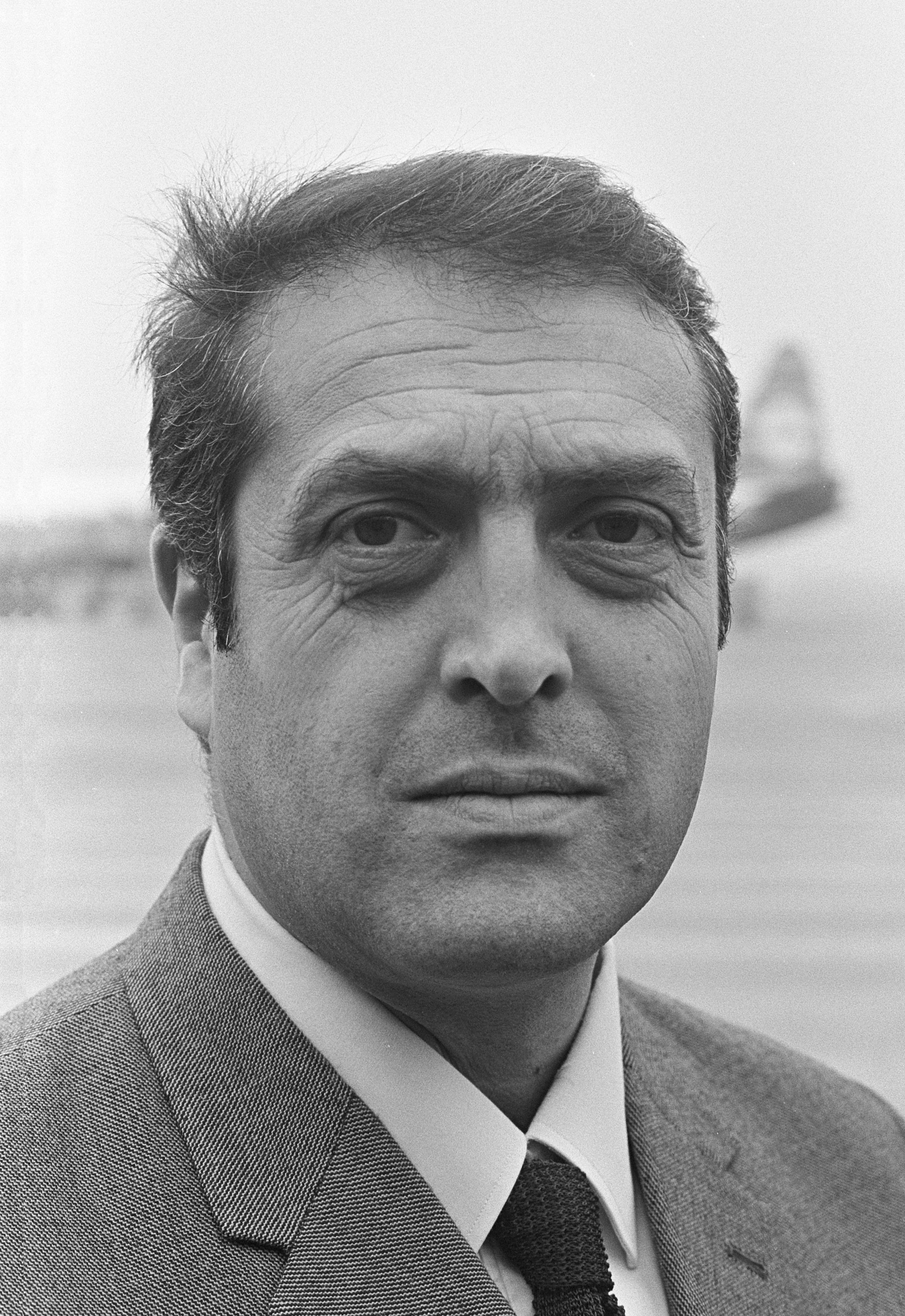
Georges Lautner (1966)

### Scénáře
- 1960 – Marche ou crève
- 1960 – Arrêtez les tambours
- 1962 – En plein cirage
- 1962 – L'Œil du Monocle
- 1963 – Les Tontons flingueurs
- 1964 – Des pissenlits par la racine
- 1964 – Le Monocle rit jaune
- 1965 – Les Bons Vivants
- 1966 – Ne nous fâchons pas
- 1967 – La Grande sauterelle
- 1968 – Fleur d'oseille
- 1968 – Le Pacha
- 1970 – Michel Strogoff
- 1971 – Nenadálý Il était une fois un flic
- 1971 – Sur la route de Salina (Road to Salina)
- 1971 – Laisse aller, c'est une valse
- 1973 – Quelques messieurs trop tranquilles
- 1973 – La Valise
- 1975 – Pas de problème !
- 1978 – Ils sont fous ces sorciers
- 1981 – Le Professionnel
- 1984 – Joyeuses Pâques
- 1984 – Le Cowboy
- 1985 – La Cage aux folles 3 - 'Elles' se marient
- 1987 – La Vie dissolue de Gérard Floque
- 1988 – La Maison assassinée
- 1989 – L'Invité surprise
- 1990 – Présumé dangereux
- 1992 – Prêcheur en eau trouble (TV)
- 1992 – L'Inconnu dans la maison
- 1994 – L'Homme de mes rêves (TV)
- 1995 – Entre ces mains-là (TV)
- 2003 – La Trilogie des 'Monocle' (TV)